# Dixa maculipennis
Dixa maculipennis är en tvåvingeart som beskrevs av Enrico Adelelmo Brunetti 1911. Dixa maculipennis ingår i släktet Dixa och familjen u-myggor. Inga underarter finns listade i Catalogue of Life.